# جون إلدريدج جونيور
جون إلدريدج جونيور (بالإنجليزية: John Eldridge, Jr.) هو ضابط أمريكي، ولد في 10 أكتوبر 1903 في مقاطعة بوكنغهام في الولايات المتحدة، وتوفي في 2 نوفمبر 1942 في جزر سليمان (أرخبيل) في جزر سليمان.